# Андабеков, Ирназар
Ирназар Андабеков (кирг. Эрназар Андабеков; 1905 год, аул Кыр-Кечуу — 1957 год, там же) — коневод, старший табунщик колхоза «Партизан» Джанги-Джольского района Джалал-Абадской области, Киргизская ССР. Герой Социалистического Труда (1948).

## Биография
Родился в 1905 году в крестьянской семье в ауле Кыр-Кечуу (ныне — Аксыйский район).
В 1937 году вступил в колхоз «Партизан» Джанги-Джольского района. Трудился рядовым пастухом и коневодом. Позднее был назначен старшим табунщиком.
В 1946 году бригада Ирназара Андабекова вырастила 50 жеребят от 50 кобыл и в 1947 году — 56 жеребят от 56 кобыл. За выдающиеся трудовые успехи указом Президиума Верховного Совета СССР от 30 июля 1948 года удостоен звания Героя Социалистического Труда с вручением ордена Ленина и золотой медали «Серп и Молот».
В 1949 году бригада Ирназара Андабекова довела поголовье табуна до 1200 голов.
Скончался в 1957 году в родном селе.
Память
Именем Ирназара Андабекова названа одна из улиц в городе Кербен.